# 李一鰲
李一鰲（1583年12月29日—17世紀），字虹西，陝西漢中府南鄭縣人，明朝政治人物。

## 生平
李一鰲早年出身府學生，喪母時有孝順名聲，以《書經》中萬曆三十四年（1606年）陝西鄉試舉人第二十九名，三十八年（1610年）會試中式第二百九十六名，成第三甲第二百零四名進士，獲授大名知縣，侍奉父親篤孝，父親去世後扶柩回鄉，每過一次關一定說：「兒在，父勿憂。」回家後日夜慟哭，下葬時親自抬喪車。
之後李一鰲在天啟五年（1625年）自南京吏部考功司郎中陞任山西岢嵐兵備道副使，不久調為四川上川南道副使，七年（1627年）加布政使司右參政，任內嚴毅而禮賢下士；到崇禎元年（1628年）陞四川按察使，五年（1632年）降山東東昌道右參議。

## 家族
曾祖李政，祖父李貴，父親壽官李應林，母親何氏。